# Caulfield
Caulfield är en ort i Australien. Den ligger i kommunen Glen Eira och delstaten Victoria, nära delstatshuvudstaden Melbourne. Antalet invånare är 4 790.
Runt Caulfield är det mycket tätbefolkat, med 2 103 invånare per kvadratkilometer.. Närmaste större samhälle är Melbourne, nära Caulfield. 
Runt Caulfield är det i huvudsak tätbebyggt. Genomsnittlig årsnederbörd är 1 244 millimeter. Den regnigaste månaden är juli, med i genomsnitt 140 mm nederbörd, och den torraste är januari, med 49 mm nederbörd.